# Китайські сузір'я

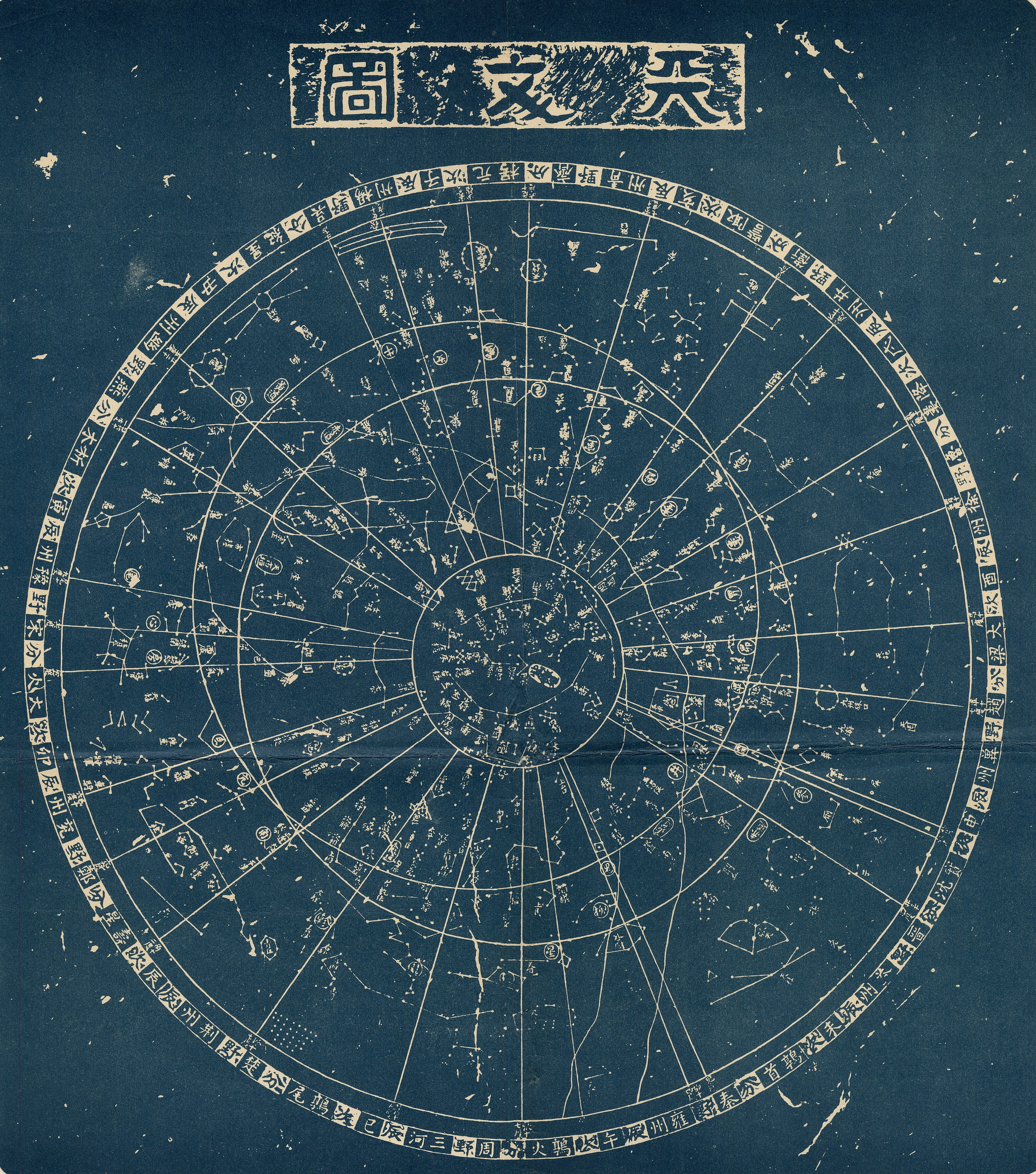
Репродукція зоряної мапи з Сучжоу (13 століття)

Китайські сузір'я (кит. 星官, пін. Xīngguān) — окремі астеризми і сузір'я, на які поділяла небесну сферу традиційна китайська астрономія.
На зоряній мапі із Сучжоу, що була створена в XIII столітті, за часів династії Сун, зображено 283 астеризми, що складаються із 1565 окремих зір.
Усі астеризми було поділено на чотири групи — 28 домів вздовж екліптики (на відміну від елліністської астрономії, китайська базувалася на русі Місяця, а не Сонця, небесною сферою) і Три Огорожі (кит. 三垣, пін. Sān Yuán) — ділянки, які оточують Полярну зорю і містять ті зорі, що видимі впродовж усього року. Таким чином, можна побачити, що китайські астеризми, зазвичай, значно менші за сузір'я в західній астрономії, яких усього 88.

## Історія
Китайська система розвивалася окремо від греко-римської, принаймні з V століття до нашої ери, хоча деякі зв'язки між ними існують, можливо через вавилонську астрономію.
Система із 28-ма місячними домами дуже схожа на індійську систему «Накшатра» (хоча й не ідентична їй), і достеменно не відомо, як одна система вплинула на іншу.
Найдавніші китайські зоряні мапи належать до часів династії Тан. У деяких із них трапляються посилання на більш ранні роботи китайських й індійських астрономів. Найвідомішим китайським астрономом, згадки про якого збереглися, є Ґан Де, що жив у часи Воюючих Царств (V століття до нашої ери), і описав 810 зір у 138 астеризмах.
Наприкінці періоду правління династії Мін Сюй Ґуанці на основі європейських зоряних карт, додав п'яту групу зір південної півкулі (невидимих із Китаю), у якій виділив ще 23 астеризми.

## Три Огорожі
До них відносять Пурпурову Заборонену Огорожу (кит. 紫微垣, пін. Zǐ Wēi Yuán), Огорожу Вищого палацу (кит. 太微垣, пін. Tài Wēi Yuán) і Огорожу Небесного Ринку (кит. 天市垣, пін. Tiān Shì Yuán).
Пурпурова Заборонена огорожа розташована у найпівнічнішій частині зоряної півкулі, на місці європейських сузір'їв Малої Ведмедиці, Дракона, Жирафа, Цефея, Кассіопеї, Візничого, Волопаса, а також, частково, сузір'їв Великої Ведмедиці, Гончих Псів, Малого Лева, Геркулеса.
Огорожа Високого Палацу лежить на схід і північ від Пурпурової Забороненої огорожі і включає сузір'я Діви, Волосся Вероніки, Лева і, частково, сузір'я Гончих Псів, Великої Ведмедиці і Малого Лева.
Огорожа Небесного Ринку оточує Пурпурову Заборонену Огорожу з півдня й заходу і містить сузір'я Змії, Змієносця, Орла, Північної Корони і, частково, Геркулеса.
Огорожі розділено кількома астеризмами, що мають назву «стіни», а саме:
- Ліва стіна Вищого Палацу (кит.: 太微左垣)
- Права стіна Вищого Палацу (кит.: 太微右垣)
- Ліва стіна Небесного ринку (кит.: 天市左垣)
- Права стіна Небесного ринку (кит.: 天市)

Ці астеризми не слід плутати з місячним домом «стіна»[прояснити].

## Двадцять вісім домів

Сучасна зоряна мапа, що показує традиційні китайські астеризми. 28 домів позначено по краю мапи.

Двадцять вісім домів згруповані в Чотири образи, кожен із яких асоційований зі стороною світу та порою року і містить сім домів. Їхні назви й головні зорі подано в таблиці:
| Чотири Символи (四象)                   | Дом (宿) | Дом (宿)        | Дом (宿)           | Дом (宿)     |
| Чотири Символи (四象)                   | Номер    | Назва (Піньїнь) | Переклад           | Головна зоря |
| --------------------------------------- | -------- | --------------- | ------------------ | ------------ |
| Лазуровий дракон сходу (東方青龍) весна | 1        | 角 (Jiăo)       | Ріг                | α Vir        |
| Лазуровий дракон сходу (東方青龍) весна | 2        | 亢 (Kàng)       | Шия                | κ Vir        |
| Лазуровий дракон сходу (東方青龍) весна | 3        | 氐 (Dī)         | Корінь             | α Lib        |
| Лазуровий дракон сходу (東方青龍) весна | 4        | 房 (Fáng)       | Кімната            | π Sco        |
| Лазуровий дракон сходу (東方青龍) весна | 5        | 心 (Xīn)        | Серце              | σ Sco        |
| Лазуровий дракон сходу (東方青龍) весна | 6        | 尾 (Wěi)        | Хвіст              | μ Sco        |
| Лазуровий дракон сходу (東方青龍) весна | 7        | 箕 (Jī)         | Кошик              | γ Sgr        |
| Чорна черепаха півночі (北方玄武) Зима  | 8        | 斗 (Dǒu)        | Черпак (південний) | φ Sgr        |
| Чорна черепаха півночі (北方玄武) Зима  | 9        | 牛 (Niú)        | Бик                | β Cap        |
| Чорна черепаха півночі (北方玄武) Зима  | 10       | 女 (Nǚ)         | Дівчина            | ε Aqr        |
| Чорна черепаха півночі (北方玄武) Зима  | 11       | 虛 (Xū)         | Порожнеча          | β Aqr        |
| Чорна черепаха півночі (北方玄武) Зима  | 12       | 危 (Wēi)        | Дах                | α Aqr        |
| Чорна черепаха півночі (北方玄武) Зима  | 13       | 室 (Shì)        | Табір              | α Peg        |
| Чорна черепаха півночі (北方玄武) Зима  | 14       | 壁 (Bì)         | Стіна              | γ Peg        |
| Білий тигр заходу (西方白虎) Осінь      | 15       | 奎 (Kuí)        | Ноги               | η And        |
| Білий тигр заходу (西方白虎) Осінь      | 16       | 婁 (Lóu)        | Окови              | β Ari        |
| Білий тигр заходу (西方白虎) Осінь      | 17       | 胃 (Wèi)        | Шлунок             | 35 Ari       |
| Білий тигр заходу (西方白虎) Осінь      | 18       | 昴 (Mǎo)        | Голова з волоссям  | 17 Tau       |
| Білий тигр заходу (西方白虎) Осінь      | 19       | 畢 (Bì)         | Сітка              | ε Tau        |
| Білий тигр заходу (西方白虎) Осінь      | 20       | 觜 (Zī)         | Черепаший дзьоб    | λ Ori        |
| Білий тигр заходу (西方白虎) Осінь      | 21       | 參 (Shēn)       | Три зірки          | ζ Ori        |
| Кіноварний птах півдня (南方朱雀) Літо  | 22       | 井 (Jǐng)       | Колодязь           | μ Gem        |
| Кіноварний птах півдня (南方朱雀) Літо  | 23       | 鬼 (Guǐ)        | Привид             | θ Cnc        |
| Кіноварний птах півдня (南方朱雀) Літо  | 24       | 柳 (Liǔ)        | Верба              | δ Hya        |
| Кіноварний птах півдня (南方朱雀) Літо  | 25       | 星 (Xīng)       | Зоря               | α Hya        |
| Кіноварний птах півдня (南方朱雀) Літо  | 26       | 張 (Zhāng)      | Розгорнута сітка   | υ¹ Hya       |
| Кіноварний птах півдня (南方朱雀) Літо  | 27       | 翼 (Yì)         | Крила              | α Crt        |
| Кіноварний птах півдня (南方朱雀) Літо  | 28       | 軫 (Zhěn)       | Колісниця          | γ Crv        |